# 南昌晚報
《南昌晚報》是南昌日報社主辦的一張綜合性的日報，發行面積遍及江西全省，發行量在本省同類報紙中居首位。目前《南昌晚報》日發行量已經超過20萬份。
全報為周七刊、四開、四十版，週一至週二每日A1、A2兩疊共32版；週三至週五每日A1、A2、B三疊共40版。
《南昌晚報》的報面內容以證券、財經為主，突出南昌地方新聞頻道，一共有32個版面。

## 外部連結
- 南昌日報社 （页面存档备份，存于）